# Светозар Марковић (филм)
Светозар Марковић је југословенски филм, снимљен 1980. године у режији Едуарда Галића.

## Кратак садржај
Биографија српског политичара и публицисте Светозара Марковића, једног од првих заговорника социјалистичке идеје на јужнославенским просторима пред крај деветнаестог века.
Живот и рад Светозара Марковића, човека који је имао пресудан утицај на све догађаје из политичког, друштвеног и економског живота свога времена: од поимања књижевности до класног и националног ослобађања на основама федерализма и самоуправе.

## Улоге
| Глумац             | Улога              |
| ------------------ | ------------------ |
| Лазар Ристовски    | Светозар Марковић  |
| Петар Краљ         | Владимир Јовановић |
| Љуба Тадић         | Бакуњин            |
| Гојко Шантић       | Николај Утин       |
| Милан Штрљић       | Никола Пашић       |
| Бранислав Лечић    | Ђура Љоцић         |
| Предраг Ејдус      | Алекса Кнежевић    |
| Драгана Варагић    | Милица Нинковић    |
| Светозар Цветковић | Сергеј Нецајев     |
| Богдан Диклић      | Павле Михаиловић   |
| Раде Марковић      | Димитрије Матић    |
| Олга Кацјан        |                    |
| Душан Јанићијевић  | Миливој Блазнавац  |
| Михајло Јанкетић   |                    |
| Миљенко Брлечић    | Јуродиви           |

## Награде
- Врњачка Бања 80' - Награда за дијалог[1] Награда за дебитантску мушку улогу: Светозар Цветковић[2]